# Romesh Ranganathan
Romesh Ranganathan est un humoriste et acteur britannique, né le 23 mars 1978 à Crawley (dans le Sussex de l'Ouest).
Il a été nommé « Best Newcomer » lors de l'édition 2013 des Edinburgh Comedy Awards. Il a fait plusieurs apparitions dans des comedy panel shows (jeux télévisés humoristiques) et, en 2016, il co-présente It's Not Rocket Science (en), aux côtés de Rachel Riley et Ben Miller.
Il intervient également régulièrement dans l'émission Play to the Whistle et The Apprentice: You're Fired!. En 2016, il complète sa première grande tournée, Irrational Live, durant laquelle il est monté sur la scène de grandes salles emblématiques comme l'Hammersmith Apollo. Cette tournée est disponible en DVD.

## Biographie

### Jeunesse et débuts
Jonathan Romesh Ranganathan est d'origine tamoule du Sri-Lanka. Il a grandi dans la ville de Crawley.
Avant sa carrière d'humoriste, il était un rappeur freestyle sous le pseudo « Ranga » et est allé jusqu'à atteindre la finale du championnat de freestyle du Royaume-Uni.
Romesh Ranganathan enseignait aussi les mathématiques et fut professeur principal de la sixth form (terminale) à la Hazelwick School qui se trouve à Crawley, avant de devenir un humoriste professionnel en 2012. Sa femme était professeur d'art dramatique à Hazelwick.

### Carrière
Comme il le mentionne dans un épisode de Live at the Apollo de 2013 (saison 9), Romesh Ranganathan commence sa carrière d'humoriste alors qu'il est professeur de mathématiques à l'Hazelwick School, qui se situe à Crawley, ainsi qu'à The Beacon School, dans le Surrey.
Romesh Ranganathan commence à animer l'émission Newsjack sur Radio 4 en mars 2014.
Il apparaît dans l'émission sur The Great British Bake Off: An Extra Slice en 2014, au cours de laquelle il cuisine des brownies vegan au chocolat. Romesh Ranganathan est un vegan, et était végétarien jusqu'en 2013.
Romesh Ranganathan a fait des apparitions dans plusieurs épisodes de 8 Out of 10 Cats Does Countdown. Il est aussi apparu dans Would I Lie to You?, Holby City, Soccer AM, Russell Howard's Good News, Sweat the Small Stuff, The Last Leg, Virtually Famous, Have I Got News for You et Mock the Week. Il a participé à la première saison de Taskmaster et est également apparu dans le troisième épisode de Jon Richardson Grows Up.
En 2015, il produit une série pour BBC Three, intitulée Asian Provocateur, dans laquelle il voyage au Sri Lanka pour explorer son pays d'origine. En octobre 2016, la deuxième saison est diffusée : cette fois-ci, Romesh Ranganathan et sa mère partent en Amérique pour rencontrer d'autres membres de sa famille.
Il rejoint également The Apprentice: You're Fired! en 2015 en tant qu'intervenant régulier. Cette émission est un spin-off de The Apprentice. En décembre 2015, il apparaît dans la sitcom de Josh Widdicombe, Josh. En 2016, il co-présente It's Not Rocket Science (en), une nouvelle émission de divertissement sur ITV, aux côtés de Ben Miller et de Rachel Riley.

### Vie privée

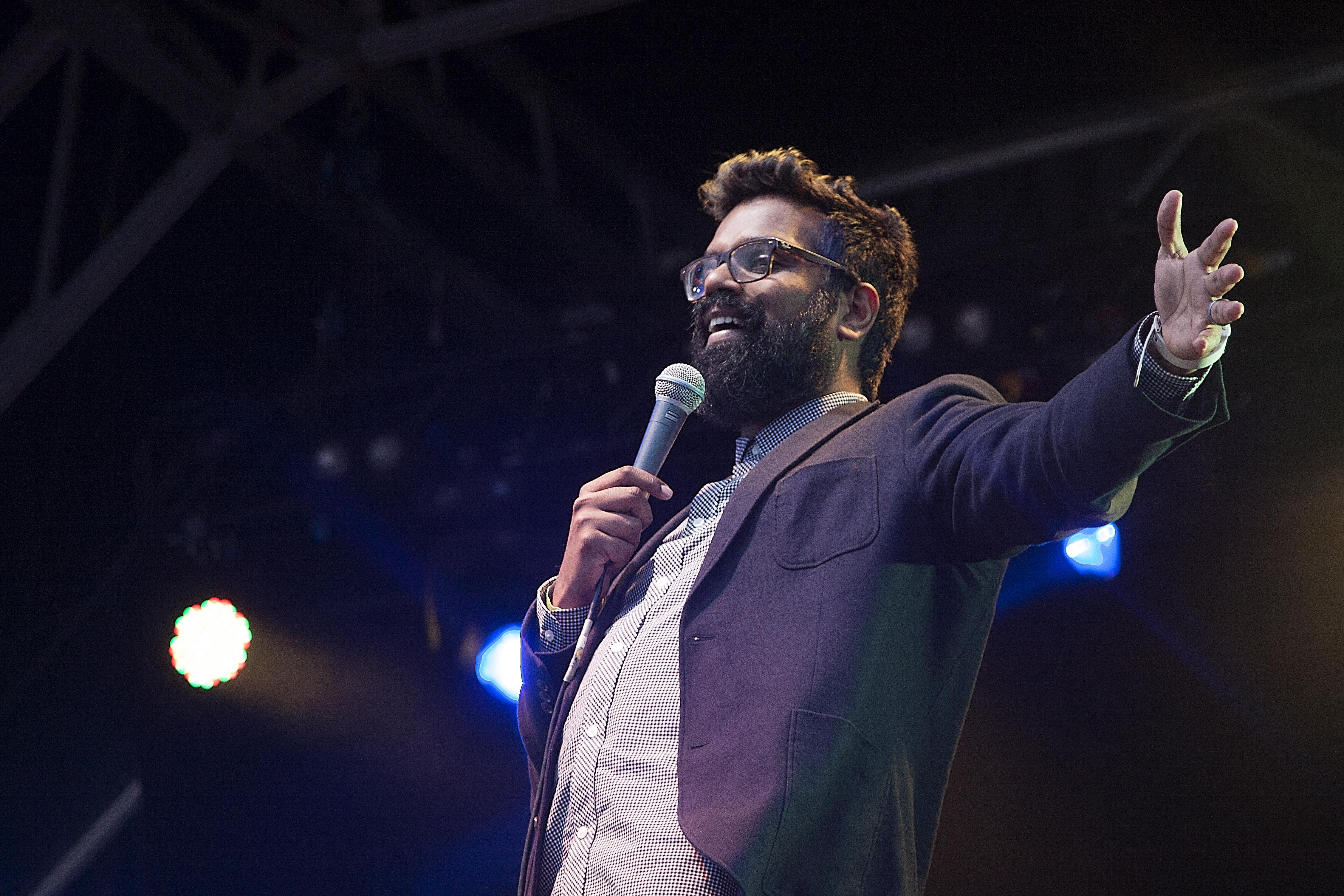
Romesh Ranganathan en 2015

Romesh Ranganathan est marié et père de trois enfants. En 2014, sa femme Leesa est admise à la Edinburgh Royal Infirmary pour accoucher de leur fils, son mari et elle se trouvant à Édimbourg parce que Romesh participait alors au Edinburgh Fringe Festival.
Il est supporter de l'Arsenal F. C.,,.
Romesh Ranganathan est un vegan et a grandi dans un foyer Hindou. Sa mère a déclaré qu'il « prie toujours avant de quitter la maison » (« always prays before he leaves the home »), bien qu'il se décrive lui-même comme « pas massivement spirituel » (« not massively spiritual »). En février 2015, peu de temps après la fusillade de Chapel Hill, il tweete : « Pourquoi aucun athée ne s'est-il encore excusé pour la fusillade de Chapel Hill ? » (« Why haven't any atheists apologised for the Chapel Hill shooting yet? »).

## Filmographie
| Année | Titre                            | Chaîne            | Rôle                 | Notes     |
| ----- | -------------------------------- | ----------------- | -------------------- | --------- |
| 2015– | Play to the Whistle              | ITV               | Participant régulier | 3 saisons |
| 2015  | The Apprentice: You're Fired!    | BBC Two           | Participant régulier | 1 saison  |
| 2015– | Asian Provocateur                | BBC Three         | Présentateur         | 2 saisons |
| 2015  | Taskmaster                       | Dave              | Participant          | 1 saison  |
| 2015  | Josh                             | BBC Three         | Apparition           | S1 ep5    |
| 2016  | It's Not Rocket Science (en)     | ITV               | Co-présentateur      | 1 saison  |
| 2017  | Comic Relief                     | BBC One / BBC Two | Co-présentateur      |           |
| 2017– | Comedians in Pubs Talking Comedy | BBC Three         | Présentateur         | 1 saison  |

## Participations à des émissions
- Live at the Apollo (2013, 2015)
- Mock the Week (2013–présent)
- Sweat the Small Stuff (2013-14)
- The Dog Ate My Homework (2014-présent)
- The Great British Bake Off: An Extra Slice (2014)
- Virtually Famous (2014)
- 8 Out of 10 Cats Does Countdown (2015)
- The Last Leg (2015)
- Have I Got News For You (2015, 2016)
- Asian Provocateur (2015)
- Would I Lie to You? (2015, 2016)
- Alan Carr's 12 Stars of Christmas (2016)
- Big Fat Quiz of the Year (2016)[22]